# دوجلاس مونتجومرى
دوجلاس مونتجومرى (بالإنجليزية: Douglass Montgomery)‏ هو ممثل أمريكي، ولد في 29 أكتوبر 1907 بلوس أنجلوس في الولايات المتحدة، وتوفي في 23 يوليو 1966 بنوروولك في الولايات المتحدة بسبب سرطان.

## أعمال

### أفلام
- (1933) نساء صغيرات

## وصلات خارجية
- دوجلاس مونتجومرى على موقع IMDb (الإنجليزية)
- دوجلاس مونتجومرى على موقع أول موفي (الإنجليزية)
- دوجلاس مونتجومرى على موقع قاعدة بيانات برودواي على الإنترنت (الإنجليزية)
- دوجلاس مونتجومرى على موقع قاعدة بيانات الفيلم (الإنجليزية)